# Newport, Wales
Newport (kymriska: Casnewydd) är den tredje största staden i Wales, efter Cardiff och Swansea. Den är traditionellt en del av Monmouthshire, men utgör idag en egen kommun (principal area). Själva staden fick status som city i förbindelse med firandet av Elizabeth II:s femtioårsjubileum som monark. Floden Usk rinner ut i Bristolkanalen vid Newport. Orten har 128 060 invånare (2011), kommunen hade 145 736 invånare (2011).
Det fullständiga kymriska namnet är Casnewydd-ar-Wysg, som betyder Det nya slottet vid Usk. Det hänvisar till ett slott som byggdes här under 1100-talet, och som idag är bevarat som ruin i stadens centrum. Det blev känt som det nya slottet på grund av den mycket äldre romerska fästningen vid Caerleon.
Då staden var en viktig hamnstad för handelstrafik fick den på engelska namnet Newport istället för Newcastle, som man kunde väntat sig. Under grävarbeten i förbindelse med ett nytt kulturcentrum fann man ett skepp från 1400-talet som låg gott bevarat i jorden vid hamnen.
Newport är sammankopplat med resten av Storbritannien via motorvägen M4 och huvudjärnvägslinjen Great Western.

## Historia
Under bronsåldern var fiskare bosatta längs med floden och vid viken där den rinner ut. Senare byggde silurer, en keltisk stam, flera borgar runt viken. För romarna var platsen en utpost mot de keltiskkontrollerade områdena, och en fästning blev anlagd vid Caerleon för att försvara flodövergången.
Normanderna ankom år 1090 och började bygga ett slott som blev färdigt under 1100-talet. De byggde också en bro över floden nedanför slottet. Staden växte upp runtom detta och år 1385 fick den en charter av Hugh jarl av Stafford.
År 1839 var Newport centrum för chartismrörelsen. John Frost gick ihop med 3 000 personer mot Westgate Hotel, där man fortfarande kan se skotthål från tiden vid ingången. John Frostplatsen i centrum är uppkallad efter honom.

## Sport
Stadens mest kända fotbollsklubb heter Newport County AFC och spelar i League Two, motsvarande division 4 i det engelska ligasystemet.